# Convent
|  | Aquest article tracta sobre l'edifici religiós. Si cerqueu divisió administrativa de l'antiga Roma, vegeu «convent jurídic». |

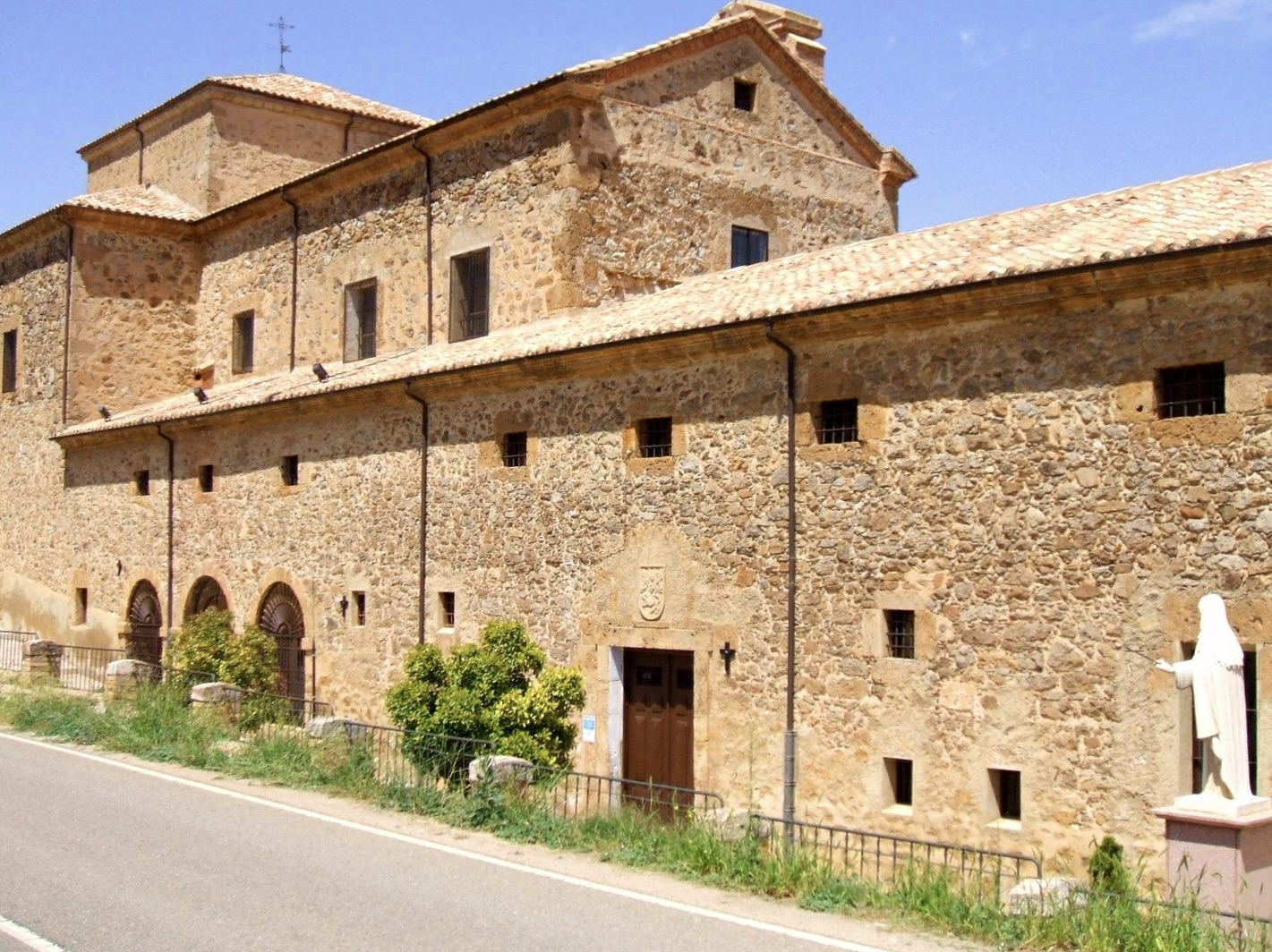
Convento Concepción, Agreda

El convent (de cum venire, "trobar-se") és l'edifici que acull els religiosos, frares o monges, especialment dels ordes mendicants, que no s'aparten dels homes o dones sinó que viuen entre ells. A l'empara d'un superior, prior o pare guardià, tenien com a missió la predicació i s'ubicaven al costat de les naixents ciutats. En aquest sentit el convent es contraposa al monestir, lloc de monjos, i d'estructura feudal, que establien una vida en comú reclosos. Malgrat això, el terme convent també s'aplica, impròpiament, als monestirs. Quasi de manera tradicional, l'edifici d'un convent consta d'una capella o església, les cel·les dels religiosos, un menjador o refectori, i una sala de reunions o sala capitular, tot això rodejant un pati tancat, el claustre. A més té els locals necessaris per als serveis, cuines, magatzems, etc.